# Marcianus (generaal)
Marcianus was een Romeinse generaal in de 3e eeuw.
Hij werd geboren in de provincie Illyrië en maakte carrière in het leger. Als generaal vocht hij mee in de campagnes tegen de Goten, onder andere in de Slag bij Naissus. Hij was een van de samenzweerders in het complot dat uitmondde in de moord op keizer Gallienus in 268.